# Piercia lightfooti
Piercia lightfooti är en fjärilsart som beskrevs av Louis Beethoven Prout 1925. Piercia lightfooti ingår i släktet Piercia och familjen mätare. Inga underarter finns listade i Catalogue of Life.